# Newcastle (Maine)
Pour les articles homonymes, voir Newcastle.
Newcastle est une petite ville située dans l’État américain du Maine, dans le comté de Lincoln. 
La ville, fondée vers 1630 comptait 1 748 habitants en 2000. Elle se situe sur la rivière Damariscotta et forme une communauté urbaine appelée "Twin Villages" avec la ville de Damariscotta située sur l'autre rive de la rivière.